# Powiat Karlowe Wary
Powiat Karlowe Wary (czes. Okres Karlovy Vary) – powiat w Czechach, w kraju karlowarskim. Jego siedziba znajduje się w mieście Karlowe Wary. Powierzchnia powiatu wynosi 1 628,23 km², zamieszkuje go 121 212 osób (gęstość zaludnienia wynosi 74,45 mieszkańców na 1 km²). Powiat ten liczy 55 miejscowości, w tym 9 miast.
Od 1 stycznia 2003 powiaty nie są już jednostką podziału administracyjnego Czech. Podział na powiaty zachowały jednak sądy, policja i niektóre inne urzędy państwowe. Został on również zachowany dla celów statystycznych.

## Struktura powierzchni
Według danych z 31 grudnia 2003 powiat ma obszar 1 628,23 km², w tym:
- użytki rolne - 37,04%, w tym 44,88% gruntów ornych
- inne - 62,96%, w tym 66,29% lasów
- liczba gospodarstw rolnych: 167

## Demografia
Dane z 31 grudnia 2003:
| Opis        | Ogółem  | Kobiety       | Mężczyźni     |
| ----------- | ------- | ------------- | ------------- |
| populacja   | 121 212 | 62 233 51,34% | 58 979 48,66% |
| średni wiek | 38,5    | 40,86         | 37,92         |

- gęstość zaludnienia: 74,45 mieszk./km²
- 78,64% ludności powiatu mieszka w miastach.

## Zatrudnienie
| Mieszkańcy ze stałym zatrudnieniem | 29 206       |
| Średnia pensja miesięczna          | 14 513 koron |
| Bezrobotni                         | 6 851        |
| Stopa bezrobocia                   | 10,34%       |

## Szkolnictwo
W powiecie Karlowe Wary działają:
| Rodzaj szkoły                   | Liczba szkół |
| ------------------------------- | ------------ |
| Przedszkola                     | 57           |
| Szkoły podstawowe               | 44           |
| Gimnazja                        | 3            |
| Szkoły średnie techniczne       | 12           |
| Szkoły średnie ogólnokształcące | 10           |
| Szkoły wyższe                   | 2            |

## Służba zdrowia
| Lekarze                               | 514 |
| Szpitale                              | 2   |
| Specjalistyczne ośrodki terapeutyczne | 1   |
| Gabinety dentystyczne                 | 64  |
| Apteki                                | 35  |

## Miasta
Abertamy, Bečov nad Teplou, Bochov, Boží Dar, Horní Blatná, Hroznětín, Chyše, Jáchymov, Karlovy Vary, Nejdek, Nová Role, Ostrov, Toužim, Žlutice

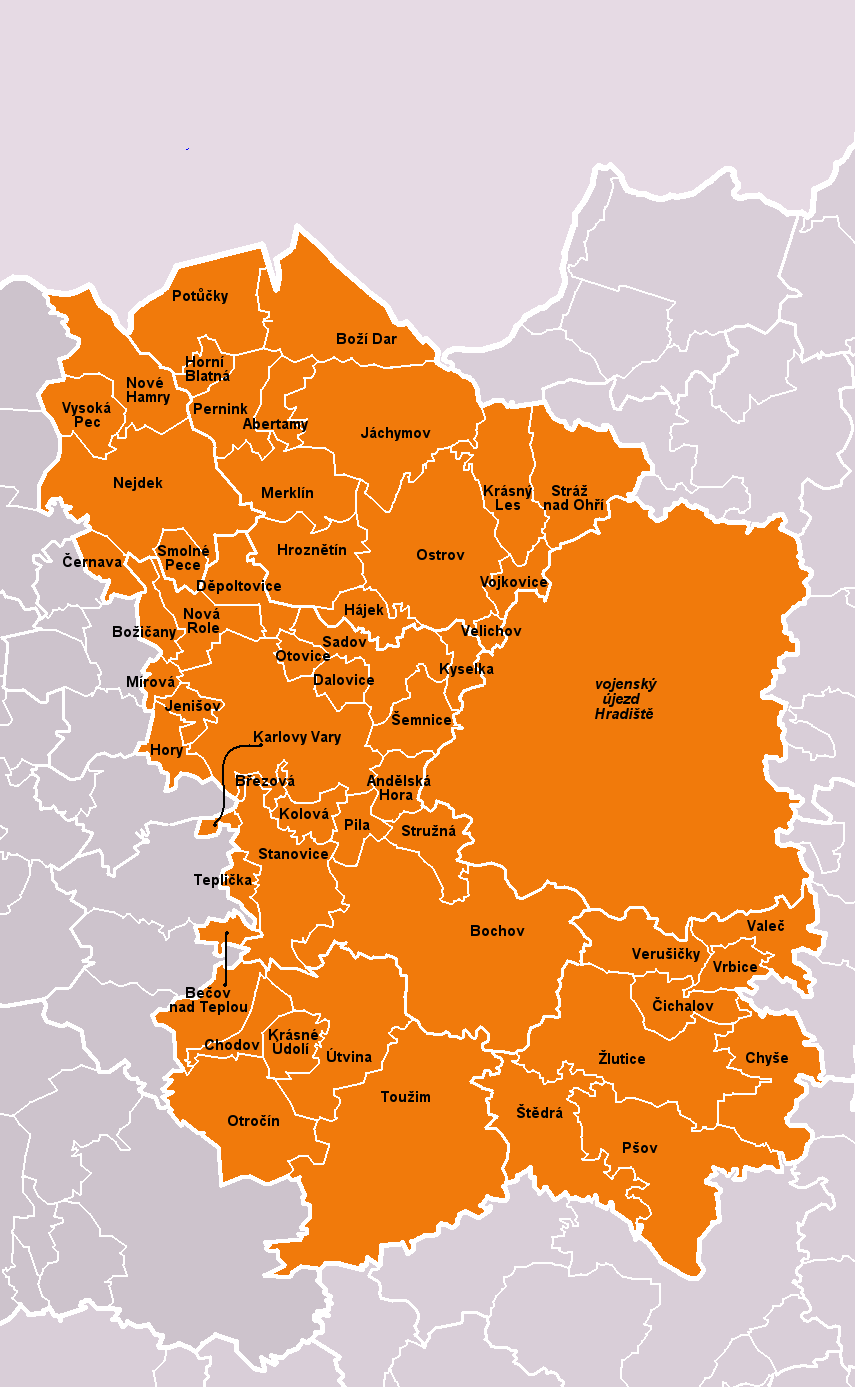
Powiat Karlowe Wary